# Bolbophorus confusus
Bolbophorus confusus is een op vissen parasiterende platworm waarvan een larvaal tussenstadium in de zoetwater longslak Planorbella trivolvis leeft. De soort en zijn tussengastheer leven in de Verenigde Staten waar de parasiet schade aanricht in kwekerijen in de vorm van vissterfte, vooral in die van meervallen en dan met name de Ictalurus punctatus. De slak lijdt niet onder de aanwezigheid van de larve en opmerkelijk is dat de worm ook in vogels, kikkers en vissen kan voorkomen. De meeste parasieten met een dergelijke ontwikkeling zijn juist zeer gespecialiseerd op een enkele groep dieren. Alleen in vissen kan de worm echter tot volledige ontwikkeling komen.